# Узун-Агачское сражение
Узун-Агачское сражение — ряд боёв, состоявшихся с 19 по 21 октября 1860 года между русским отрядом под командованием генерала Герасима Алексеевича Колпаковского и кокандской армией вблизи укрепления Узун-Агач. Закончилось разгромом кокандской армии и предотвращением её нападения на Верный.

## Ход боёв
В начале 1860 года русским войскам удалось потеснить кокандцев на территории северного Кыргызстана. В ответ кокандский хан решил контратаковать русские позиции с целью восстановления контроля над Семиречьем.
В октябре 1860 года 20-тысячное кокандское войско при 10 орудиях под командованием сераскира и правителя Ташкента Канаат-шаха вторглось в Заилийский край. Двумя отрядами (из Ташкента и Коканда) кокандская армия двинулась на укрепление Верное. Военные силы Заилийского края в это время состояли из 9 рот, 6 сотен, 15 орудий, всего около 2500 человек. Начальником войск Заилийского края был подполковник Г. А. Колпаковский.
Переправившись в начале октября через реку Чу, кокандцы обошли окольными путями Кастек и отрезали его от Узун-Агача. В течение 19 и 20 октября их передовые части производили нападения на Узун-Агач, но были отражены.
Между тем, Колпаковский, получив известие о нападении кокандцев на Узун-Агач и приказав отряду от Саурук-Кургана идти к Узун-Агачу, выступил туда из Кастека с одной ротой, 2 сотнями и 5 орудиями. Начальник Алатавского округа, узнав о движении неприятеля, также собрал отряд и выступил навстречу кокандцам. Численность его отряда составляла около одной тысячи человек, сформированных из казаков и лёгкой казахской конницы Сураншы батыра.
Сосредоточив к вечеру 20 октября войска к Узун-Агачу, рано утром 21-го Колпаковский атаковал главные силы кокандцев, занявших позицию к северу от Верненской дороги на реке Кара-Кастек. Оттеснив вначале передовые части противника и переправившись через Кара-Кастек, отряд Колпаковского был затем окружен со всех сторон кокандцами. Заметив, что регулярные части противника (сарбазы) занимают позицию на высотах правее пути движения отряда, Колпаковский переменил фронт и штурмовал высоты. Противник был опрокинут, а въехавшая на занятые высоты артиллерия огнем довершила его поражение. Преследования, вследствие утомления войск, не было, и отряд к вечеру отошел к Узун-Агачу, сделав в течение дня 44 верст и выдержав 9-часовый бой. Потери отряда — 1 убитый и 26 раненых.

## Значение
С этого времени набеги кокандцев на земли Старшего жуза прекратились. Семиречье закрепилось за Россией. За победу в Кастеке Колпаковский был произведён в полковники и награждён орденом Св. Георгия 4-й степени.

## Память
Сведений о том, как выглядел самый первый памятник над могилой героев Узынагашской битвы, в архивных и литературных источниках не было обнаружено. Известно было только то, что в 1870-е годы на предгорных склонах вокруг памятника был разбит сад, где произрастали яблони, абрикос, груша, вишня, виноград, а также тополя и карагачи. В 1885 году инженерами Б. Родзевичем и Гринцевичем, строителем Л. Калининым на средства верненского купца Никиты Пугасова и общественных пожертвований взамен старого построен новый памятник в виде часовни, которую освятил епископ Ташкентский и Туркестанский архиепископ Неофит. Однако часовня простояла всего два года и была разрушена масштабным землетрясением 1887 года. В целях безопасности её развалины в 1901 году были окончательно снесены. 5 октября 1904 года началось сооружение гранитного обелиска по проект у архитекторов С. К. Тропаревского и А. И. Гогена. Подрядчиком был верненский мещанин Ф. Радченко, непосредственно строительными работами занимался С. К. Тропаревский. Архитектурный надзор осуществлял сам областной инженер А. П. Зенков. 1 августа 1905 г. состоялось торжественное открытие памятника в честь Узунагачской битвы.
В 1885 году в селении Узун-Агаш, расположенном к западу от города Алматы, на христианском кладбище была открыта памятная стела в честь этой победы казачьего гарнизона и казахского ополчения над кокандцами в октябре 1860 года. В советское время стела сохранилась, но не стало изгороди у основания стелы, состоявшей из пушек, соединённых цепями. Старожилы села рассказывали, что пушки были взяты и использованы по назначению во время восстания под предводительством Амангельды Иманова. Также после революции 1917 года с вершины стелы был снесён двуглавый орёл. Вместо него в течение многих десятилетий стелу венчал флаг из ржавой жести, изрешечённый отверстиями от пуль. Были утрачены и чугунные доски с памятными надписями, повествовавшими об историческом событии, в честь которого установлена стела, о числе убитых и раненых.
В 2007 году по инициативе Координационного совета русских, казачьих и славянских организаций Республики Казахстан Юрия Захарова первоначальный облик стеллы был восстановлен. Вместо чугунных пушек были установлены имитации из бетона. В память о знаменитом сражении в Алма-Ате появился Узун-Агачский бульвар.